# La Campana, Acuitzio
La Campana är en ort i Mexiko.   Den ligger i kommunen Acuitzio och delstaten Michoacán de Ocampo, i den södra delen av landet, 230 km väster om huvudstaden Mexico City. La Campana ligger 2 149 meter över havet och antalet invånare är 101.
Terrängen runt La Campana är huvudsakligen kuperad, men västerut är den bergig. Runt La Campana är det tätbefolkat, med 427 invånare per kvadratkilometer. Närmaste större samhälle är Acuitzio del Canje, 3,1 km norr om La Campana. I omgivningarna runt La Campana växer huvudsakligen savannskog.